# Ursula Keusen-Nickel
Ursula Keusen-Nickel (* 1932 in Düsseldorf) ist eine deutsche Violoncellistin, Komponistin und Musikpädagogin. Sie war mit dem Flötisten Jost Nickel verheiratet.

## Leben und Werk
Ursula Keusen studierte nach ihrem Abitur an der Staatlichen Hochschule für Musik in Köln Violoncello bei Adolf Steiner und Kammermusik bei Maurits Frank.
Nach ihrem künstlerischen und pädagogischen Examen wirkte sie als Cellistin im Städtischen Orchester Bonn sowie als Dozentin an der Pädagogischen Hochschule Bonn. 1968 wechselte sie als Lehrkraft an die Musikschule der Stadt Bonn und übernahm 1975 die Leitung der Musikschule der Stadt Sankt Augustin bis zur Beendigung ihrer Dienstzeit 1997.
Seitdem wirkte sie freiberuflich als konzertierende Cellistin, Pädagogin, Dirigentin und Komponistin. Erste Kompositionen schrieb sie bereits während ihres Studiums unter Anleitung ihres Tonsatzlehrers Ernst Otto Wölper. Auf Konzertreisen in europäischen Ländern, vor allen Dingen in Spanien, lernte sie die Landschaft, die Mentalität der Menschen und deren Musik kennen. Ihre Kompositionen sind von diesen Eindrücken nachhaltig geprägt.
In diesem Kontext wirkte sie unter anderem mit der katalanischen Komponistin und Pianistin Maria Àngels Alabert künstlerisch zusammen. Ursula Keusen-Nickel erhielt 1997 das Bundesverdienstkreuz.